# جبل بونيغ بيغ
بونيغ بيغ (بالإنجليزية: Bauneg Beg Mountain)‏ هو جبل يقع في بلدة نورث بيرويك، في مقاطعة يورك في ولاية مين، أرتفاعه 260 متر فوق مستوى سطح البحر. 

## روابط خارجية
- موقع بحيرة بونيغ بيغ:

http:/baunegbeg.wikifoundry.com/
- جمعية بحيرة بونيغ بيغ:
- http://www.baunegbeg.net/
- MountainZone.com